# Psyllocamptus longisetosus
Psyllocamptus longisetosus är en kräftdjursart som beskrevs av Kunz 1975. Psyllocamptus longisetosus ingår i släktet Psyllocamptus och familjen Ameiridae. Inga underarter finns listade i Catalogue of Life.